# Madson (ur. 1991)
Madson, właśc. Madson Henrique Nascimento Santos (ur. 9 maja 1991 w Maceió) – brazylijski piłkarz występujący na pozycji pomocnika w greckim klubie PAE Atromitos. Wychowanek Corinthians, w swojej karierze reprezentował także barwy Paulista oraz Atlético Goianiense i FC Vaslui.